# Kontinental Hockey League 2010-2011
La stagione 2010-2011 è stata la 3ª edizione della Kontinental Hockey League.
La stagione regolare prese il via l'8 settembre 2010 con la Opening Cup. Circa un mese più tardi furono disputate due amichevoli con squadre della NHL. Il 4 ottobre lo SKA San Pietroburgo batté i Carolina Hurricanes 5-3, mentre il 6 ottobre a Riga i Phoenix Coyotes superarono la Dinamo Riga 3-1. Il 23 dicembre, prima della Coppa Spengler, lo SKA San Pietroburgo e lo Spartak Mosca giocarono una partita valida per la regular-season alla Vaillant Arena di Davos. Essa fu la prima gara della KHL giocata in Europa centrale. Lo SKA San Pietroburgo ospitò il KHL All-Star Game il 5 febbraio 2011. La stagione regolare finì il 20 febbraio 2011, mentre i playoff si conclusero il 16 aprile.
La Kubok Kontinenta, trofeo assegnato alla miglior squadra della stagione regolare, fu vinto dall'Avangard Omsk. A conquistare il titolo per la prima volta fu lo Salavat Julaev Ufa, capace di sconfiggere per 4-1 l'Atlant Mytišči.

## Squadre partecipanti
- Ak Bars Kazan’
- Amur Chabarovsk
- Atlant Mytišči
- Avangard Omsk
- Avtomobilist
- Barys Astana
- CSKA Mosca
- Dinamo Minsk
- Dinamo Mosca
- Dinamo Riga
- Jugra C.-M.
- Lok. Jaroslavl’

- Magnitogorsk
- Metallurg Novok.
- Neftechimik
- Salavat Julaev
- Severstal’
- Sibir’ Novosibirsk
- SKA Pietroburgo
- Spartak Mosca
- Torpedo N. Novg.
- Traktor Čeljabinsk
- Vitjaz' Čechov

## Pre-season

### Espansione
Il Lada Togliatti lasciò la lega per problemi finanziari e si iscrisse alla VHL. Il 30 aprile 2010 invece fu ufficializzata la fusione fra l'HK MVD e la Dinamo Mosca per formare l'OHK Dinamo.
Per la nuova stagione fu accettata la proposta di iscrizione da parte dello Jugra Chanty-Mansijsk. Il 16 luglio 2010 fu inizialmente accettato anche l'Hockey Club Lev, squadra con sede a Poprad in Slovacchia, tuttavia la federazione slovacca non si pronunciò in tempo sull'ammissione della squadra alla lega russa, e per questo la KHL la escluse per la stagione 2010-11.

### Junior Draft
Il KHL Junior Draft 2010 fu il secondo draft organizzato dalla Kontinental Hockey League, e si tenne il 4 giugno 2010 presso la Mytišči Arena di Mytišči. Furono selezionato in totale 188 giocatori, e la prima scelta fu l'attaccante russo Dmitrij Jaškin, selezionato dal Sibir' Novosibirsk.

## Stagione regolare

### Kubok Otkrytija
La Opening Cup, nota in russo come Kubok Otkrytija, si svolse a Kazan' fra i campioni in carica dell'Ak Bars Kazan' e l'OHK Dinamo. L'OHK Dinamo prese parte alla sfida grazie alla fusione fra l'HK MVD, finalista della stagione precedente, e la Dinamo Mosca.
| Kazan' 8 settembre 2010, ore 19:00 UTC+4 | Ak Bars Kazan' | 1 – 3 (0-2; 1-0; 0-1) referto | OHK Dinamo | TatNeft Arena (8.050 spett.) |

### Classifiche
= Qualificata per i playoff,       = Vincitore della Conference,       = Vincitore della Kubok Kontinenta, ( ) = Posizione nella Conference

#### Western Conference
Divizion Bobrova
|    |                     | PG | V  | VOT | SOT | S  | GF  | GS  | PT |
| -- | ------------------- | -- | -- | --- | --- | -- | --- | --- | -- |
| 1. | Dinamo Mosca (2)    | 54 | 28 | 2   | 8   | 16 | 149 | 131 | 96 |
| 2. | SKA Pietroburgo (3) | 54 | 23 | 9   | 9   | 13 | 171 | 144 | 96 |
| 3. | Spartak Mosca (6)   | 54 | 24 | 2   | 6   | 22 | 129 | 142 | 82 |
| 4. | Dinamo Riga (7)     | 54 | 20 | 7   | 7   | 20 | 160 | 149 | 81 |
| 5. | CSKA Mosca (10)     | 54 | 13 | 7   | 6   | 28 | 136 | 169 | 59 |

Divizion Tarasova
|    |                      | PG | V  | VOT | SOT | S  | GF  | GS  | PT  |
| -- | -------------------- | -- | -- | --- | --- | -- | --- | --- | --- |
| 1. | Lok. Jaroslavl’ (1)  | 54 | 33 | 2   | 5   | 14 | 203 | 143 | 108 |
| 2. | Atlant Mytišči (4)   | 54 | 21 | 11  | 6   | 16 | 138 | 115 | 91  |
| 3. | Severstal’ (5)       | 54 | 25 | 5   | 4   | 20 | 145 | 142 | 89  |
| 4. | Dinamo Minsk (8)     | 54 | 17 | 8   | 7   | 22 | 150 | 155 | 74  |
| 5. | Torpedo N. Novg. (9) | 54 | 18 | 8   | 3   | 25 | 144 | 151 | 73  |
| 6. | Vitjaz' Čechov (11)  | 54 | 13 | 4   | 5   | 32 | 119 | 178 | 52  |

#### Eastern Conference
Divizion Charlamova
|    |                        | PG | V  | VOT | SOT | S  | GF  | GS  | PT  |
| -- | ---------------------- | -- | -- | --- | --- | -- | --- | --- | --- |
| 1. | Ak Bars Kazan’ (2)     | 54 | 29 | 5   | 8   | 12 | 181 | 133 | 105 |
| 2. | Magnitogorsk (4)       | 54 | 27 | 6   | 7   | 14 | 167 | 141 | 100 |
| 3. | Jugra C.-M. (5)        | 54 | 22 | 6   | 9   | 17 | 145 | 151 | 87  |
| 4. | Neftechimik (8)        | 54 | 22 | 3   | 3   | 26 | 159 | 162 | 75  |
| 5. | Traktor Čeljabinsk (9) | 54 | 14 | 8   | 6   | 26 | 142 | 166 | 64  |
| 6. | Avtomobilist (10)      | 54 | 10 | 10  | 3   | 31 | 134 | 184 | 53  |

Divizion Černyšëva
|    |                        | PG | V  | VOT | SOT | S  | GF  | GS  | PT  |
| -- | ---------------------- | -- | -- | --- | --- | -- | --- | --- | --- |
| 1. | Avangard Omsk (1)      | 54 | 31 | 11  | 3   | 9  | 176 | 120 | 118 |
| 2. | Salavat Julaev (3)     | 54 | 29 | 9   | 4   | 12 | 210 | 144 | 109 |
| 3. | Sibir’ Novosibirsk (6) | 54 | 22 | 6   | 5   | 21 | 133 | 131 | 83  |
| 4. | Barys Astana (7)       | 54 | 20 | 4   | 9   | 21 | 155 | 152 | 77  |
| 5. | Amur Chabarovsk (11)   | 54 | 13 | 2   | 7   | 32 | 112 | 173 | 50  |
| 6. | Metallurg Novok. (12)  | 54 | 8  | 4   | 9   | 33 | 105 | 186 | 41  |

### Statistiche

#### Classifica marcatori
La seguente lista elenca i migliori marcatori al termine della stagione regolare.

| Giocatore         | Squadra          | PG | G  | A  | Pt | +/- | MP |
| ----------------- | ---------------- | -- | -- | -- | -- | --- | -- |
| Aleksandr Radulov | Salavat Julaev   | 54 | 20 | 60 | 80 | +27 | 83 |
| Patrick Thoresen  | Salavat Julaev   | 54 | 29 | 36 | 65 | +21 | 30 |
| Roman Červenka    | Avangard Omsk    | 51 | 31 | 30 | 61 | +15 | 56 |
| Sergei Mozjakin   | Atlant Mytišči   | 54 | 27 | 34 | 61 | +10 | 12 |
| Pavol Demitra     | Lok. Jaroslavl’  | 54 | 18 | 43 | 61 | +12 | 29 |
| Aleksej Morozov   | Ak Bars Kazan’   | 53 | 21 | 35 | 56 | +27 | 24 |
| Josef Vašíček     | Lok. Jaroslavl’  | 54 | 24 | 31 | 55 | +16 | 34 |
| Jaromír Jágr      | Avangard Omsk    | 49 | 19 | 32 | 51 | +6  | 48 |
| Matt Ellison      | Torpedo N. Novg. | 53 | 21 | 29 | 50 | -6  | 28 |
| Mattias Weinhandl | SKA Pietroburgo  | 54 | 21 | 28 | 49 | +14 | 42 |

#### Classifica portieri
La seguente lista elenca i migliori portieri al termine della stagione regolare.

| Giocatore          | Squadra         | PG | Min     | V  | S  | OTS | GS | SO | Sv%  | MGS  |
| ------------------ | --------------- | -- | ------- | -- | -- | --- | -- | -- | ---- | ---- |
| Konstantin Barulin | Atlant Mytišči  | 28 | 1504:47 | 13 | 9  | 4   | 48 | 6  | .925 | 1.91 |
| Karri Rämö         | Avangard Omsk   | 44 | 2592:49 | 33 | 6  | 4   | 85 | 5  | .925 | 1.97 |
| Jakub Štěpánek     | SKA Pietroburgo | 32 | 1844:06 | 16 | 8  | 5   | 63 | 2  | .923 | 2.05 |
| Vital' Koval'      | Atlant Mytišči  | 34 | 1766:55 | 12 | 10 | 9   | 61 | 2  | .921 | 2.07 |
| Petri Vehanen      | Ak Bars Kazan’  | 45 | 2538:01 | 25 | 12 | 6   | 89 | 2  | .926 | 2.10 |

## Playoff

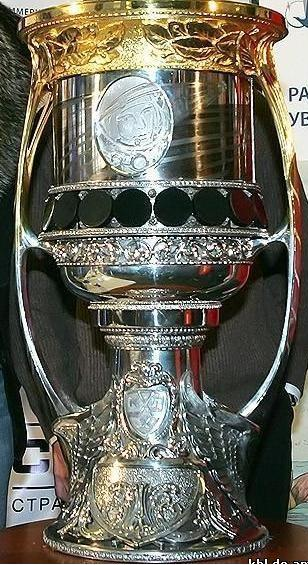
Il trofeo della Kubok Gagarina

Al termine della stagione regolare le migliori 16 squadre del campionato si qualificarono per i playoff. L'Avangard Omsk si aggiudicò la Kubok Kontinenta avendo ottenuto il miglior record della lega con 118 punti. I campioni di ciascuna Divizion conservarono il proprio ranking per l'intera durata dei playoff, mentre le altre squadre furono ricollocate nella graduatoria dopo il primo turno.

### Tabellone playoff
In ciascun turno la squadra con il ranking più alto si sfidò con quella dal posizionamento più basso, usufruendo anche del vantaggio del fattore campo. Nella finale della Coppa Gagarin il fattore campo fu determinato dai punti ottenuti in stagione regolare dalle due squadre. Ciascuna serie, al meglio delle sette gare, seguì il formato 2–2–1–1–1: la squadra migliore in stagione regolare avrebbe disputato in casa Gara-1 e 2, (se necessario anche Gara-5 e 7), mentre quella posizionata peggio avrebbe giocato nel proprio palazzetto Gara-3 e 4 (se necessario anche Gara-6). I playoff iniziarono il 23 febbraio 2011.
|  | Quarti di finale Conference | Quarti di finale Conference                      | Quarti di finale Conference |   |                      | Semifinali Conference | Semifinali Conference | Semifinali Conference |                    |                      | Finali Conference      | Finali Conference  | Finali Conference  |  |  | Finale Coppa Gagarin | Finale Coppa Gagarin | Finale Coppa Gagarin |
|  |                             |                                                  |                             |   |                      |                       |                       |                       |                    |                      |                        |                    |                    |  |  |                      |                      |                      |
|  | 1                           | Avangard Omsk                                    | 4                           |   |                      | 1                     | Avangard Omsk         | 3                     |                    |                      |                        |                    |                    |  |  |                      |                      |                      |
|  | 8                           | Neftechimik                                      | 3                           |   |                      | 4                     | Metallurg Mg          | 4                     |                    |                      |                        |                    |                    |  |  |                      |                      |                      |
|  |                             |                                                  |                             |   |                      |                       |                       |                       |                    |                      |                        |                    |                    |  |  |                      |                      |                      |
|  | 2                           | Ak Bars Kazan'                                   | 4                           |   |                      |                       |                       |                       | Eastern Conference | Eastern Conference   | Eastern Conference     | Eastern Conference | Eastern Conference |  |  |                      |                      |                      |
|  | 2                           | Ak Bars Kazan'                                   | 4                           |   |                      |                       |                       |                       | Eastern Conference | Eastern Conference   | Eastern Conference     | Eastern Conference | Eastern Conference |  |  |                      |                      |                      |
|  | 7                           | Barys Astana                                     | 0                           |   |                      |                       |                       |                       |                    |                      |                        |                    |                    |  |  |                      |                      |                      |
|  | 7                           | Barys Astana                                     | 0                           |   |                      |                       |                       |                       |                    | 4                    | Metallurg Magnitogorsk | 3                  |                    |  |  |                      |                      |                      |
|  |                             |                                                  |                             |   |                      |                       |                       |                       |                    | 4                    | Metallurg Magnitogorsk | 3                  |                    |  |  |                      |                      |                      |
|  |                             | 3                                                | Salavat Julaev              | 4 |                      |                       |                       |                       |                    |                      |                        |                    |                    |  |  |                      |                      |                      |
|  | 3                           | 3                                                | Salavat Julaev              | 4 | Salavat Julaev       | 4                     |                       |                       |                    |                      |                        |                    |                    |  |  |                      |                      |                      |
|  | 3                           |                                                  |                             |   | Salavat Julaev       | 4                     |                       |                       |                    |                      |                        |                    |                    |  |  |                      |                      |                      |
|  | 6                           | Sibir' Novosibirsk                               | 0                           |   |                      |                       |                       |                       |                    |                      |                        |                    |                    |  |  |                      |                      |                      |
|  | 6                           | Sibir' Novosibirsk                               | 0                           |   |                      |                       |                       |                       |                    |                      |                        |                    |                    |  |  |                      |                      |                      |
|  |                             |                                                  |                             |   |                      |                       |                       |                       |                    |                      |                        |                    |                    |  |  |                      |                      |                      |
|  |                             |                                                  |                             |   |                      |                       |                       |                       |                    |                      |                        |                    |                    |  |  |                      |                      |                      |
|  | 4                           | Metallurg Mg                                     | 4                           |   | 2                    | Ak Bars Kazan'        | 1                     |                       |                    |                      |                        |                    |                    |  |  |                      |                      |                      |
|  | 4                           | Metallurg Mg                                     | 4                           |   | 2                    | Ak Bars Kazan'        | 1                     |                       |                    |                      |                        |                    |                    |  |  |                      |                      |                      |
|  | 5                           | Jugra Chanty-Mansijsk                            | 2                           |   |                      | 3                     | Salavat Julaev        | 4                     |                    |                      |                        |                    |                    |  |  |                      |                      |                      |
|  | 5                           | Jugra Chanty-Mansijsk                            | 2                           |   |                      |                       |                       |                       |                    | 3                    | Salavat Julaev         | 4                  |                    |  |  |                      |                      |                      |
|  |                             | (Accoppiamenti ristabiliti dopo il primo turno.) |                             |   |                      |                       |                       |                       |                    | 3                    | Salavat Julaev         | 4                  |                    |  |  |                      |                      |                      |
|  |                             | 4                                                | Atlant Mytišči              | 1 |                      |                       |                       |                       |                    |                      |                        |                    |                    |  |  |                      |                      |                      |
|  | 1                           | 4                                                | Atlant Mytišči              | 1 | Lokomotiv Jaroslavl' | 4                     |                       |                       | 1                  | Lokomotiv Jaroslavl' | 4                      |                    |                    |  |  |                      |                      |                      |
|  | 1                           |                                                  |                             |   | Lokomotiv Jaroslavl' | 4                     |                       |                       | 1                  | Lokomotiv Jaroslavl' | 4                      |                    |                    |  |  |                      |                      |                      |
|  | 8                           | Dinamo Minsk                                     | 3                           |   |                      | 7                     | Dinamo Riga           | 1                     |                    |                      |                        |                    |                    |  |  |                      |                      |                      |
|  | 8                           | Dinamo Minsk                                     | 3                           |   |                      | 7                     | Dinamo Riga           | 1                     |                    |                      |                        |                    |                    |  |  |                      |                      |                      |
|  |                             |                                                  |                             |   |                      |                       |                       |                       |                    |                      |                        |                    |                    |  |  |                      |                      |                      |
|  | 2                           | OHK Dinamo                                       | 2                           |   |                      |                       |                       |                       |                    |                      |                        |                    |                    |  |  |                      |                      |                      |
|  | 2                           | OHK Dinamo                                       | 2                           |   |                      |                       |                       |                       |                    |                      |                        |                    |                    |  |  |                      |                      |                      |
|  | 7                           | Dinamo Riga                                      | 4                           |   |                      |                       |                       |                       |                    |                      |                        |                    |                    |  |  |                      |                      |                      |
|  | 7                           | Dinamo Riga                                      | 4                           |   |                      |                       |                       |                       | 1                  | Lokomotiv Jaroslavl' | 2                      |                    |                    |  |  |                      |                      |                      |
|  |                             |                                                  |                             |   |                      |                       |                       |                       | 1                  | Lokomotiv Jaroslavl' | 2                      |                    |                    |  |  |                      |                      |                      |
|  |                             | 4                                                | Atlant Mytišči              | 4 |                      |                       |                       |                       |                    |                      |                        |                    |                    |  |  |                      |                      |                      |
|  | 3                           | 4                                                | Atlant Mytišči              | 4 | SKA San Pietroburgo  | 4                     |                       |                       |                    |                      |                        |                    |                    |  |  |                      |                      |                      |
|  | 3                           |                                                  |                             |   | SKA San Pietroburgo  | 4                     |                       |                       |                    |                      |                        |                    |                    |  |  |                      |                      |                      |
|  | 6                           | Spartak Mosca                                    | 0                           |   |                      |                       |                       |                       |                    |                      | Western Conference     | Western Conference | Western Conference |  |  |                      |                      |                      |
|  | 6                           | Spartak Mosca                                    | 0                           |   |                      |                       |                       |                       |                    |                      | Western Conference     | Western Conference | Western Conference |  |  |                      |                      |                      |
|  |                             |                                                  |                             |   |                      |                       |                       |                       |                    |                      |                        |                    |                    |  |  |                      |                      |                      |
|  | 4                           | Atlant Mytišči                                   | 4                           |   | 3                    | SKA San Pietroburgo   | 2                     |                       |                    |                      |                        |                    |                    |  |  |                      |                      |                      |
|  | 4                           | Atlant Mytišči                                   | 4                           |   | 3                    | SKA San Pietroburgo   | 2                     |                       |                    |                      |                        |                    |                    |  |  |                      |                      |                      |
|  | 5                           | Severstal' Čerepovec                             | 2                           |   |                      | 4                     | Atlant Mytišči        | 4                     |                    |                      |                        |                    |                    |  |  |                      |                      |                      |

### Coppa Gagarin
La finale della Coppa Gagarin 2011 è stata una serie al meglio delle sette gare che ha determinato il campione della Kontinental Hockey League per la stagione 2010-11. Nella finale valida per l'assegnazione della Kubok Gagarina si sono affrontate l'Atlant Moskovskaja Oblast', vincitore della Western Conference, e il Salavat Julaev Ufa, vincitore della Eastern Conference. Vincendo la serie per 4-1 il Salavat Julaev ha vinto la prima Coppa Gagarin della sua storia.

#### Serie
| Ufa 8 aprile 2011, ore 17:00 | Salavat Julaev Ufa | 2 – 1 (d.t.s.) (1-0; 0-0; 0-1) referto | Atlant Mytišči | Ufa-Arena (7.950 spett.) |

| Ufa 10 aprile 2011, ore 15:00 | Salavat Julaev Ufa | 3 – 1 (0-1; 3-0; 0-0) referto | Atlant Mytišči | Ufa-Arena (7.950 spett.) |

| Mytišči 12 aprile 2011, ore 19:30 | Atlant Mytišči | 2 – 3 (1-1; 1-1; 0-1) referto | Salavat Julaev Ufa | Mytišči Arena (7.300 spett.) |

| Mytišči 14 aprile 2011, ore 19:30 | Atlant Mytišči | 4 – 0 (0-0; 2-0; 2-0) referto | Salavat Julaev Ufa | Mytišči Arena (7.300 spett.) |

| Ufa 16 aprile 2011, ore 15:00 | Salavat Julaev Ufa | 3 – 2 (1-0; 0-0; 2-2) referto | Atlant Mytišči | Ufa-Arena (7.950 spett.) |

## Classifica finale
| Pos. | Squadra            |
| ---- | ------------------ |
| 1    | Salavat Julaev     |
| 2    | Atlant Mytišči     |
| 3    | Lok. Jaroslavl’    |
| 4    | Magnitogorsk       |
| 5    | Avangard Omsk      |
| 6    | Ak Bars Kazan’     |
| 7    | SKA Pietroburgo    |
| 8    | Dinamo Riga        |
| 9    | Dinamo Mosca       |
| 10   | Severstal’         |
| 11   | Jugra C.-M.        |
| 12   | Sibir’ Novosibirsk |
| 13   | Spartak Mosca      |
| 14   | Barys Astana       |
| 15   | Neftechimik        |
| 16   | Dinamo Minsk       |
| 17   | Torpedo N. Novg.   |
| 18   | Traktor Čeljabinsk |
| 19   | CSKA Mosca         |
| 20   | Avtomobilist       |
| 21   | Vitjaz' Čechov     |
| 22   | Amur Chabarovsk    |
| 23   | Metallurg Novok.   |

### Premi KHL
Il 20 maggio 2011 la KHL tenne la cerimonia di premiazione per la stagione 2010-2011. Furono distribuiti in totale 20 diversi premi attribuiti a squadre, giocatori e dirigenti.
| Trofeo Golden Hockey Stick (MVP stagione regolare) | Aleksandr Radulov (Ufa)     |
| Premio Play-off Master (MVP playoff)               | Konstantin Barulin (Atlant) |
| Miglior allenatore                                 | Miloš Říha (Atlant)         |
| Premio Aleksej Čerepanov (miglior rookie)          | Pavel Zdunov (Magnitogorsk) |

### KHL All-Star Team
| Attacco:  | Aleksandr Radulov – Igor' Grigorenko – Sergej Mozjakin |
| Difesa:   | Sandis Ozoliņš – Kirill Kol'cov                        |
| Portiere: | Erik Ersberg                                           |

### Giocatori del mese
| Mese      | Portiere                 | Difensore                     | Attaccante                    | Rookie                           |
| --------- | ------------------------ | ----------------------------- | ----------------------------- | -------------------------------- |
| Settembre | Bernd Brückler (Torpedo) | Sandis Ozoliņš (Riga)         | Denis Platonov (Magnitogorsk) | Jaroslav Chabarov (Magnitogorsk) |
| Ottobre   | Michail Birjukov (Jugra) | Maksim Solov'ëv (OHK Dinamo)  | Roman Červenka (Avangard)     | Aleksandr Osipov (Amur)          |
| Novembre  | Karri Rämö (Avangard)    | Johan Fransson (SKA)          | Sergej Mozjakin (Atlant)      | Dinar Chafizullin (Vitjaz')      |
| Dicembre  | Petri Vehanen (Ak Bars)  | Aleksandr Gus'kov (Lokomotiv) | Sergej Mozjakin (Atlant)      | Aleksandr Pankov (Ufa)           |
| Gennaio   | Dominik Hašek (Spartak)  | Kevin Dallman (Astana)        | Pavol Demitra (Lokomotiv)     | Grigorij Želdakov (Spartak)      |
| Febbraio  | Petri Vehanen (Ak Bars)  | Karel Rachůnek (Lokomotiv)    | Aleksandr Radulov (Ufa)       | Michail Stefanovič (Minsk)       |
| Marzo     | Erik Ersberg (Ufa)       | Marat Kalimulin (Lokomotiv)   | Gleb Klimenko (Magnitogorsk)  | Pavel Zdunov (Magnitogorsk)      |